# Перкино (Тамбовская область)
Перкино — село в Сосновском районе Тамбовской области Российской Федерации. Административный центр Перкинского сельсовета. Расположено в 23 км от районного центра — пгт Сосновка. Ближайшие населённые пункты — деревни Семикино и Заречье.

## Население
| 2010 |
| ---- |
| 560  |

## История
Село Перкино возникло в конце XVI века — начале XVII столетия. Изначально поселение обосновалось в лесистой местности за рекой Цной, и спустя какое-то время её жители стали селиться на левом берегу реки.
Перкино впервые было описано Богданом Карповым в 1640 году, а в 1678 году было вторично описано Василием Кропоткиным. В Перкино жили крестьяне дворцового ведомства, которых насчитывалось 244 человека в 78 домах.
В списках населённых мест Тамбовской губернии по сведениям 1862 года в селе Перкино при реке Цне было 123 двора и проживало 1675 человек: мужчин — 834, женщин — 841. В селе была православная церковь, училище, почтовая станция и базар.
По данным обследования статистическими учреждениями Министерства Внутренних дел, по поручению Статистического совета 1880 года, в селе насчитывалось 279 дворов и проживало 1631 чел.
В 1897 году население составляло 2469 человек (мужчин — 1175, женщин — 1294).
В 1896 году в селе была построена Успенская церковь.
В историко-статистическом описании Тамбовской епархии 1911 года сказано, что в селе есть старая упразднённая церковь, имеются четыре школы: церковно-приходская, земская и две министерских. Также есть библиотека народная, в 675 томов, в память императора Александра III, при земском училище. Есть сберегательная касса при Перкинском волостном правлении. Основное занятие жителе села — земледелие и отхожий промысел.
В 1920—1921 году, во время Тамбовского крестьянского восстания против власти Советов, Перкино было одним из центров восстания. В его подавлении участвовал 58-й отдельный Нижегородский полк под командованием Аркадия Петровича Голикова.
По спискам сельскохозяйственного налога на 1928—1929 гг., в Перкино проживало 2087 человек и имелось 367 хозяйств.

## Инфраструктура
- Общеобразовательная школа (Филиал МБОУ Сосновской СОШ № 1)
- Участковая больница
- Библиотека
- Дом культуры
- Отделение связи